# Фан-дер-Флит, Тимофей Ефремович
Тимофе́й Ефре́мович Фан-дер-Флит (16 июля 1775 — 2 сентября 1843) — государственный деятель Российской империи, тайный советник, Олонецкий губернатор.

## Биография
Предки его были негоциантами, переселившимися в первой половине XVIII столетия из Голландии в Архангельск. Родился в Санкт-Петербурге, в семье Ефрема Ивановича Фан-дер-Флита — начальника пограничной стражи и Директора Кронштадтской таможни.
После окончания в 1790 году Санкт-Петербургского Морского кадетского корпуса служил на Императорском флоте.
В 1804 году в чине капитан-лейтенанта вышел в отставку, служил в Министерстве финансов.
В 1812 году был посвящён в масонство в петербургской ложе «Елизаветы к добродетели».
С 1816 года назначен директором Онежской лесной биржи в Архангельской губернии.
В 1818 году назначен Архангельским вице-губернатором.
В 1821—1824 годах служил Костромским вице-губернатором.
С октября 1825 по сентябрь 1827 — губернатор Олонецкой губернии.
С 1827 года являлся членом совета Государственного контроля Министерства финансов.
В 1828 году пожалован в дворянское достоинство.
В 1841 году вышел в отставку в чине тайного советника.
Был знаком с А. С. Пушкиным, дружил с сосланным в Петрозаводск поэтом-декабристом Ф. Н. Глинкой.
Умер 2 сентября 1843 года в Петербурге; похоронен на Смоленском лютеранском кладбище.

## Награды
- Орден Святого Владимира 4-й степени (20 декабря 1811)
- Орден Святой Анны 2-й степени алмазами украшенный (31 июля 1819)
- Орден Святого Станислава 1-й степени (22 января 1832)
- Орден Святой Анны 1-й степени (8 февраля 1835)

## Семья

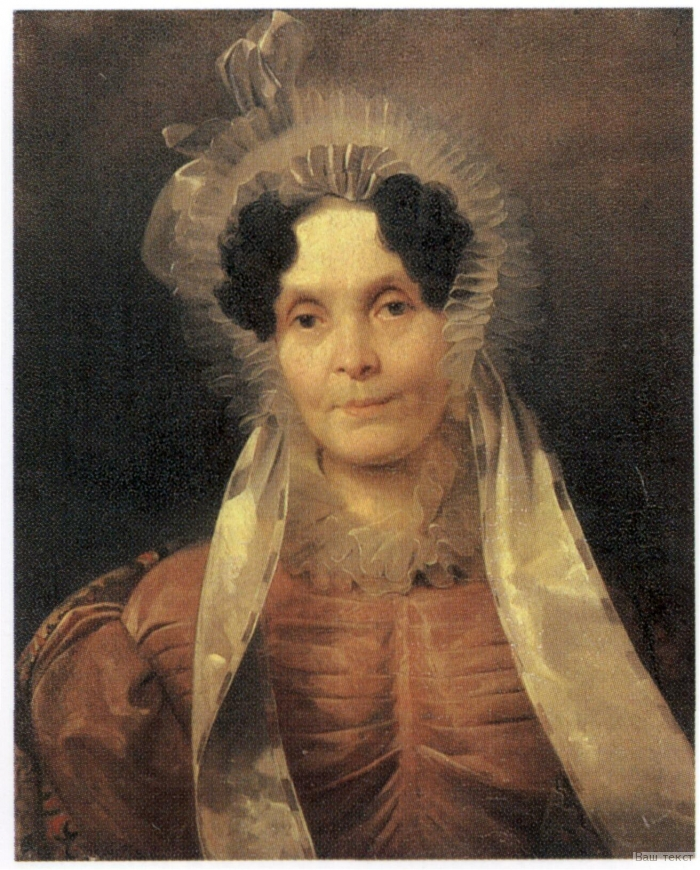
Жена — Татьяна Фёдоровна

Супруга — Татьяна Фёдоровна Сухотина (1776—1854), дочь секунд-майора Фёдора Григорьевича Сухотина (1743—1814) от брака его с Анной Николаевной Соковниной. Их дети:
- Фёдор Тимофеевич (1810—1873), сенатор, директор Канцелярии Министерства финансов.
- Екатерина Тимофеевна (1812—1877), в молодости в неё был влюблен Нестор Кукольник и воспел её под именем «Леноры». В 1835 году она была выдана замуж за контр-адмирала Михаила Петровича Лазарева (1788—1851).
- Анна Тимофеевна (1814— ?), замужем за полковником Михаилом Николаевичем Депрерадовичем (1807—1873).
- Александра Тимофеевна (1818—1859), замужем с 13 ноября 1838 года[2] за Николаем Александровичем Алединским (1813—1868)[3], сыном генерала А. П. Алединского.